# Thrilling
Thrilling is een Italiaanse filmkomedie uit 1965 onder regie van Carlo Lizzani, Gian Luigi Polidoro en Ettore Scola.

## Verhaal
De film bestaat uit drie segmenten:
1. Il vittimista: De leraar Nanni Galassi denkt dat zijn vrouw hem bedriegt. Zijn psycholoog vertelt hem dat hij haar niet vertrouwt, omdat hij zelf een maîtresse heeft. Hij breekt zijn affaire af en komt in het reine met zijn vrouw.
2. Sadik: De zakenman Bertazzi wordt op zijn dag van zijn bruiloft gedwongen om zich te verkleden in de favoriete stripheld van zijn lelijke vrouw.
3. L'autostrada del sole: Fernando Boccetta achtervolgt de bestuurder die zijn auto heeft beschadigd. Hij brengt de nacht door in een afgelegen hotel, omdat hij vermoedt dat de automobilist er ook is.

## Rolverdeling
| Acteur                | Personage         |
| --------------------- | ----------------- |
| Alberto Sordi         | Fernando Boccetta |
| Nino Manfredi         | Nanni Galassi     |
| Walter Chiari         | Bertazzi          |
| Sylva Koscina         | Paola             |
| Alexandra Stewart     | Frida             |
| Dorian Gray           | Veronique         |
| Nicoletta Machiavelli |                   |
| Tino Buazzelli        | Psychiater        |